# Kleinich

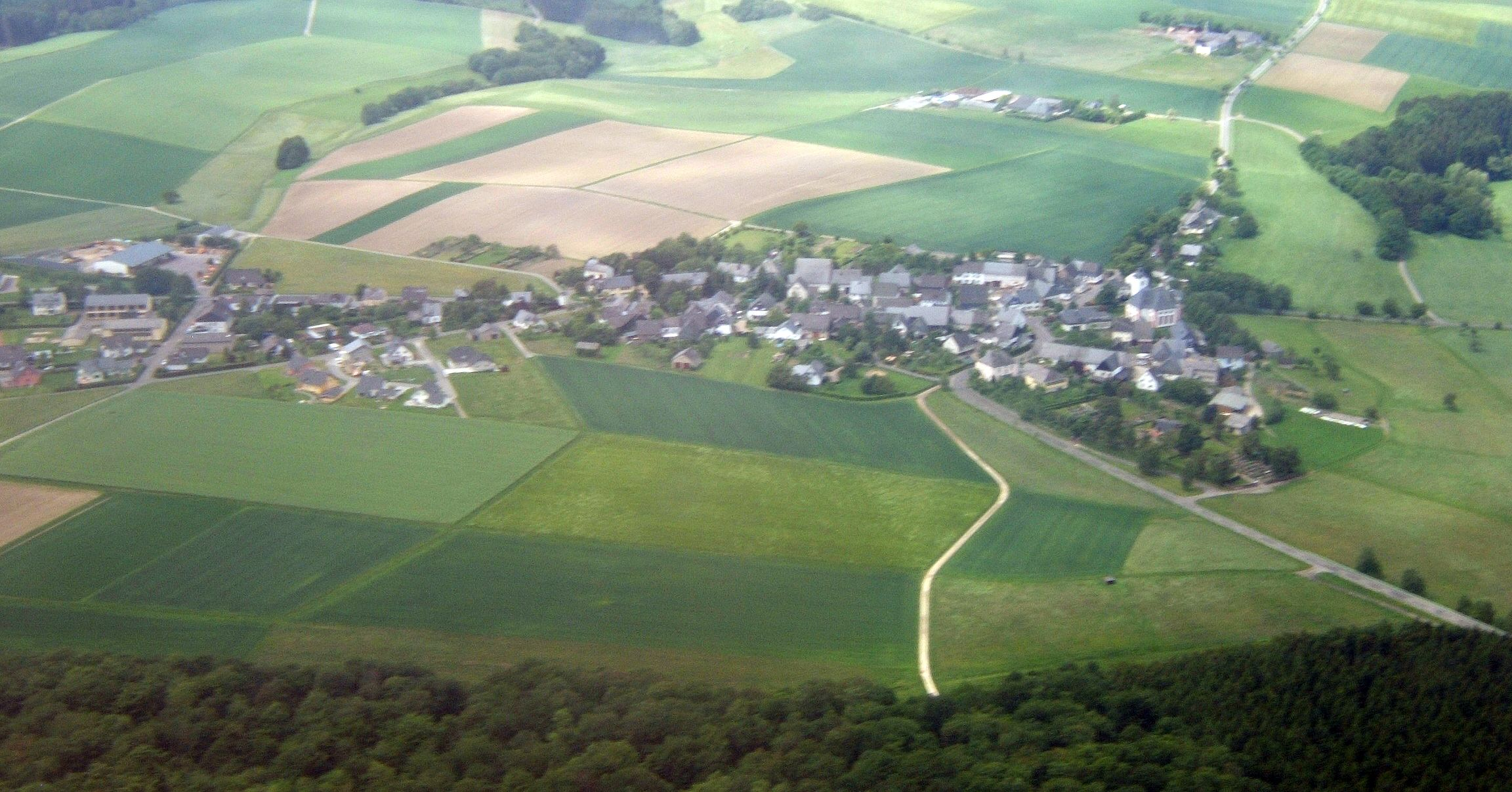
Kleinich aus der Luft

Kleinich ist eine Ortsgemeinde im Landkreis Bernkastel-Wittlich in Rheinland-Pfalz. Sie gehört der Verbandsgemeinde Bernkastel-Kues an.

## Geographie

### Lage und Ausdehnung
Kleinich liegt im Hunsrück zwischen dem Tal der Mittelmosel in nordwestlicher und der Hunsrückhöhenstraße in südöstlicher Richtung. Politisch gehört die Gemeinde der Verbandsgemeinde Bernkastel-Kues an, die einen Teil des Landkreises Bernkastel-Wittlich in Rheinland-Pfalz bildet. Nächstgelegene Mittelzentren sind Traben-Trarbach (acht Kilometer nordnordwestlich) und Bernkastel-Kues (neun Kilometer westnordwestlich), die Kreisstadt Wittlich liegt 24 km nordwestlich. Der Flughafen Frankfurt-Hahn ist acht Kilometer nordöstlich gelegen. Die maximale Nord-Süd-Ausdehnung beträgt wie auch die maximale Ausdehnung in West-Ost-Richtung etwa sechs Kilometer. Die Gesamtfläche des Gemeindegebietes beträgt 20,31 km2. Damit ist Kleinich nach der Stadt Bernkastel-Kues die flächenmäßig größte Gemeinde innerhalb der Verbandsgemeinde. Die Nachbargemeinden sind – im Uhrzeigersinn und im Norden beginnend – Irmenach (Gemarkung Beuren), Hirschfeld (Hunsrück), Hochscheid, Morbach (Gemarkung Wederath), Kommen, Longkamp und Traben-Trarbach (Gemarkung Kautenbach).

### Geologie und Flächennutzung
Das Kleinicher Gemeindegebiet befindet sich auf einer Höhe von 244 m ü. NHN am nördlichsten Punkt der Gemeinde im Tal des Kleinicher Baches (Lage) bis 601,2 m ü. NHN an der Halster Höhe (Lage), dem höchsten Punkt der Kleinicher Hochgerichtsheide. Naturräumlich gehört der größte Teil der Gemeinde zum südwestlichen Moselhunsrück (Untereinheit 245.1), ein kleines Gebiet im Norden wird der Untereinheit „Grendericher Riedelland/Longkamper Hochfläche“ (245.2), der südliche und westliche Rand der Gemeinde der als Morbacher Mulde (243.21) bezeichneten Untereinheit zugeordnet. Der geologische Untergrund wird von steinigem Verwitterungsboden geprägt, der vor allem Schiefer und Taunusquarzit aus dem Devon umfasst. Südlich der Oberkleinicher Ortslage entspringt der 7,6 km lange Kleinicher Bach (GKZ 2679262), der bis zum Jahr 1969 in Teilen als Grenzbach zwischen den Landkreisen Bernkastel und Zell diente. Der Kautenbach entspringt südlich der Kleinicher Ortslage auf einer Höhe von 530 m ü. NHN und mündet nach 13,2 km in Traben-Trarbach in die Mosel. Das Gemeindegebiet besteht zu einem Anteil von 53,4 % aus Landwirtschaftsfläche, die landwirtschaftliche Nutzfläche lag im Jahr 2007 bei 728 ha (36 %). Etwa 760 ha der Gemeinde sind bewaldet (37,2 %), neun Prozent dienen als Siedlungs- und Verkehrsfläche.

### Gemeindegliederung
Zur Gemeinde Kleinich gehören acht Ortsteile, die bis Juni 1969 respektive März 1974 als selbstständige Gemeinden bestanden. Gemäß der Hauptsatzung der Ortsgemeinde Kleinich bilden Götzeroth und Ilsbach gemeinsam den Ortsbezirk Götzeroth-Ilsbach, die anderen Ortsteile gelten jeweils als eigene Ortsbezirke. Folgende Ortsteile gehören zur Ortsgemeinde Kleinich (in Klammern die Fläche und Einwohnerzahlen aus dem Jahr 2008):
| - Emmeroth (213 Hektar, 47 Einwohner) - Fronhofen (411 Hektar, 120 Einwohner) - Götzeroth (170 Hektar, etwa 80 Einwohner) - Ilsbach (118 Hektar, etwa 40 Einwohner) | - Kleinich (487 Hektar, 235 Einwohner) - Oberkleinich (274 Hektar, 113 Einwohner) - Pilmeroth (170 Hektar, 48 Einwohner) - Thalkleinich (233 Hektar, 42 Einwohner) |

### Klima
Zwischen Januar 1931 und November 2007 betrieb der Deutsche Wetterdienst in Kleinich auf 437,5 m ü. NHN eine Station zur Niederschlagsmessung (Lage). Seit Februar 2008 befindet sich in der Kleinicher Ortslage auf einer Höhe von 447 m ü. NHN eine hydrometeorologische Station des Dienstleistungszentrums Ländlicher Raum (Lage).
|                   | Jan | Feb | Mär | Apr | Mai | Jun | Jul | Aug | Sep | Okt | Nov | Dez |   |     |
|                   |     |     |     |     |     |     |     |     |     |     |     |     |   |     |
| Niederschlag (mm) | 74  | 63  | 69  | 57  | 72  | 69  | 74  | 67  | 71  | 74  | 68  | 78  | Σ | 836 |

|  |

|  |

|  |

|  |

|  |

|  |

|  |

|  |

|  |

|  |

|  |

|  |

|  |

|  |

|  |

|  |

|  |

|  |

|  |

|  |

|  |

|  |

|  |

|  |

Die nächstgelegene Wetterstation zur Messung von Temperatur und Sonnenstunden befindet sich in Hahn etwa zehn Kilometer nordnordöstlich von Kleinich auf einer Höhe von 497 m ü. NHN (Lage).
|                        | Jan  | Feb  | Mär  | Apr  | Mai  | Jun  | Jul  | Aug  | Sep  | Okt  | Nov  | Dez  |   |     |
| Mittl. Temperatur (°C) | 0,0  | 0,5  | 3,9  | 7,5  | 11,8 | 14,7 | 16,9 | 16,5 | 12,8 | 8,6  | 3,7  | 0,8  | ⌀ | 8,2 |
|                        |      |      |      |      |      |      |      |      |      |      |      |      |   |     |
| Sonnenstunden (h/d)    | 1,55 | 2,80 | 3,68 | 5,50 | 6,26 | 6,70 | 7,06 | 6,52 | 4,90 | 3,23 | 1,77 | 1,26 | ⌀ | 4,3 |

|  |

|  |

|  |

|  |

|  |

|  |

|  |

|  |

|  |

|  |

|  |

|  |

|  |

|  |

|  |

|  |

|  |

|  |

|  |

|  |

|  |

|  |

|  |

|  |

## Geschichte
Im Jahr 1220 wurde Kleinich erstmals urkundlich erwähnt. Zusammen mit den umliegenden Weilern war es Teil der Grafschaft Sponheim.
Am 15. Mai 1936 wurde die Schreibweise des Ortsnamens von Cleinich in Kleinich geändert. Seit 1946 ist der Ort Teil des damals neu gebildeten Landes Rheinland-Pfalz. Bis zur kommunalen rheinland-pfälzischen Verwaltungsreform von 1969 gehörte der Hunsrückort zum Landkreis Bernkastel mit seiner Kreisstadt Bernkastel-Kues. Am 7. Juni 1969 wurde die Gemeinde Kleinich aus den aufgelösten Gemeinden Kleinich und Thalkleinich neu gebildet. Die heutige Gemeinde entstand am 17. März 1974 neu aus den aufgelösten Gemeinden Kleinich (260 Einwohner), Emmeroth (42), Fronhofen (144), Götzeroth (105), Ilsbach (34), Oberkleinich (122) und Pilmeroth (52).
Heute ist Kleinich Teil der Verbandsgemeinde Bernkastel-Kues. 1996 konnte die Ortsgemeinde Kleinich den zweiten Platz in Rheinland-Pfalz beim Wettbewerb Unser Dorf soll schöner werden erreichen.
Statistik zur Einwohnerentwicklung
Die Entwicklung der Einwohnerzahl von Kleinich bezogen auf das heutige Gebiet der Ortsgemeinde Kleinich; die Werte von 1871 bis 1987 beruhen auf Volkszählungen:
| Jahr      | 1815 | 1835 | 1871  | 1905  | 1939 | 1950 | 1961 | 1970 | 1987 | 2005 |
| --------- | ---- | ---- | ----- | ----- | ---- | ---- | ---- | ---- | ---- | ---- |
| Einwohner | 655  | 960  | 1.086 | 1.115 | 851  | 889  | 871  | 793  | 705  | 720  |

## Politik

### Gemeinderat
Der Gemeinderat der Ortsgemeinde Kleinich besteht aus zwölf Ratsmitgliedern (§ 29 GemO), die bei der Kommunalwahl am 9. Juni 2024 in einer Mehrheitswahl gewählt wurden, und dem ehrenamtlichen Ortsbürgermeister als Vorsitzendem.
Bei den Wahlen 2004–2009
erhielt der aus Bewerbern der Ortsbezirke Fronhofen, Götzeroth-Ilsbach und Oberkleinich gebildete Wahlvorschlag sieben Sitze, der Wahlvorschlag aus Bewerbern der Ortsteile Emmeroth, Kleinich, Pilmeroth und Thalkleinich erreichte fünf Sitze.

### Bürgermeister
Bis zur Bildung der Ortsgemeinde in ihren heutigen Grenzen im Jahr 1974 standen zwölf Bürgermeister der Gemeinde Kleinich – zwischen 1969 und 1974 bestehend aus den Ortsteilen Kleinich und Thalkleinich – vor. In den Jahren 1974 bis 1979 sowie seit 2004 hat der Ortsbezirk Kleinich außerdem einen eigenen Ortsvorsteher, der die Belange des Ortsbezirks gegenüber den Gemeindeorganen vertritt.
| Ortsbürgermeister (1900–1974): - 1900–1906: Wilhelm Wedertz - 1906–1908: Peter Ströher - 1908–1914: Gustav Tatsch - 1915: Otto Göbel (interim) - 1916–1919: Otto Faust - 1919–1933: Otto Göbel - 1934: August Trarbach (interim) - 1935–1945: Wilhelm Schug - 1946–1952: Adolf Weber - 1952–1969: Oskar Ströher - 1969: Oskar Schößler (interim) - 1969–1974: Hugo Hammen | Ortsbürgermeister (seit 1974): - 1974–1979: Richard Jochum - 1979–2004: Erich Ströher - seit 2004: Burkhard Born Ortsvorsteher (seit 1974): - 1974–1979: Erich Ströher - 2004–2019: Karl-Heinz Molz - seit 2019: Arno Wilhelm |

Ortsbürgermeister Burkhard Born wurde bei der Direktwahl am 26. Mai 2019 mit einem Stimmenanteil von 72,14 % und am 9. Juni 2024 als einziger Bewerber mit 66,1 % für jeweils weitere fünf Jahre in seinem Amt bestätigt.
Der Ortsvorsteher Arno Wilhelm wurde in der konstituierenden Sitzung des Gemeinderates am 17. Juni 2019 erstmals gewählt und in der folgenden Wahlperiode am 9. Juli 2024 für weitere fünf Jahre in seinem Amt bestätigt.

### Reichstagswahlen
Vor dem Ersten Weltkrieg wurden in allen Orten der heutigen Gemeinde Kleinich mehrheitlich die Nationalliberalen gewählt. Bei der Wahl zur Deutschen Nationalversammlung im Januar 1919 wurde die DDP stärkste Kraft auf dem Gemeindegebiet. Nach der Ratifizierung des Versailler Vertrages verlor die mitregierende DDP bei der Reichstagswahl im Folgejahr einen Großteil ihrer Stimmen, während die DVP die Mehrheit der Stimmen verbuchen konnte. In Folge der Hyperinflation 1923 erreichte die nationalkonservative DNVP bei der Wahl im Mai 1924 die Stimmenmehrheit. Im Dezember 1924 wurde die DVP in Oberkleinich und Pilmeroth stärkste Kraft, in den anderen Orten erzielte die DNVP die Mehrheit und kam in Kleinich auf 70 Prozent. Vier Jahre später wurde die rechtsgerichtete CNBLP, die auch die Interessen der Klein- und Mittelbauern vertrat, stärkste Partei in allen Orten und erreichte im Wahlbezirk Götzeroth-Ilsbach 85 von 86 abgegebenen Stimmen (98,8 Prozent). Die NSDAP erhielt insgesamt nur eine Stimme. In den folgenden 29 Monaten konnte die Partei jedoch eine größer werdende Anhängerschaft gewinnen und erreichte bei den Wahlen 1930 einen Stimmenanteil von 17,8 Prozent; in Oberkleinich erhielt die NSDAP 49,1 Prozent der Stimmen, während in den anderen Orten die CNBLP ihre Mehrheit behaupten konnte. Bei der Wahl im Juli 1932 wurde die NSDAP in allen Orten mit absoluter Mehrheit stärkste Kraft, in Emmeroth mit 96,2 Prozent Stimmenanteil. Dabei profitierte sie vom schlechten Abschneiden der Bauernpartei, die von knapp 70 Prozent abstürzte und nur noch zwei Stimmen erhielt. Auch bei allen folgenden Wahlen zum Reichstag konnte sich die NSDAP als stärkste Kraft behaupten.
Bei der Reichspräsidentenwahl 1925 wurde mehrheitlich Paul von Hindenburg gewählt, bei der Wahl 1932 erhielt dessen Gegenkandidat Adolf Hitler in den Orten die Mehrheit der Stimmen. Im November 1933 fand sich bei der Volksabstimmung eine klare Mehrheit für den Austritt Deutschlands aus dem Völkerbund.
| Wahl              | KPD | SPD | Zentrum | DDP | DVP  | Bauern | DNVP | NSDAP | Andere |
| ----------------- | --- | --- | ------- | --- | ---- | ------ | ---- | ----- | ------ |
| 1924 (Dezember)   | 0,3 | 2,3 | 0,0     | 2,6 | 31,0 | 00,0   | 63,3 | 0,0   | 0,5    |
| 1928              | 0,0 | 2,4 | 0,0     | 0,8 | 02,1 | 81,1   | 08,4 | 00,3  | 4,9    |
| 1930              | 0,0 | 2,1 | 0,0     | 0,0 | 00,8 | 68,4   | 08,6 | 17,8  | 2,3    |
| 1932 (Juli)       | 0,2 | 0,9 | 1,6     | 0,0 | 07,3 | 0,5    | 12,0 | 76,2  | 1,3    |
| 1. 2. 3. 4. 5. 6. |     |     |         |     |      |        |      |       |        |

### Bundestagswahlen
Bei den ersten Wahlen zum Deutschen Bundestag 1949 erzielte die FDP in fast allen Orten die absolute Mehrheit, in Emmeroth kamen die Liberalen auf 95 Prozent der Zweitstimmen; der Stimmenanteil der FDP ist mit der überwiegend in der Landwirtschaft tätigen Bevölkerung zu erklären. Lediglich in Oberkleinich konnte die CDU die Mehrheit der Stimmen erreichen. Vier Jahre später wurde in allen Orten mehrheitlich die CDU gewählt, während die FDP große Teile ihrer Wählerschaft verlor und in Emmeroth nur 6,3 Prozent der Stimmen erzielen konnte. Die rechtsextreme Deutsche Reichspartei (DRP) gewann auf dem Gebiet der heutigen Gemeinde (ohne Thalkleinich) 8,1 Prozent der Wähler für sich, in Pilmeroth erzielte die Partei 36,1 Prozent. Im Jahr 1961 konnte die FDP wieder dazugewinnen und erreichte in den meisten Orten die Mehrheit. Während die Liberalen in Fronhofen 78,8 Prozent der Stimmen erlangten, konnte sich in Kleinich und Oberkleinich erstmals die SPD als stärkste Kraft mit über 40 Prozent durchsetzen. 1965 wurde die SPD in Kleinich und Oberkleinich erneut stärkste Kraft, die FDP konnte sich nur in Fronhofen und Ilsbach durchsetzen. In den übrigen Orten ging die CDU mit einer Mehrheit aus der Wahl hervor. Bei der Bundestagswahl vier Jahre darauf erzielte die FDP in Fronhofen zum letzten Mal 60 Prozent der Stimmen. Die SPD wurde mit Ilsbach in einem dritten Ort stärkste Partei, während die erstmals angetretene rechtsextreme NPD dort auf 30,4 Prozent und in allen Orten zusammen auf 8,7 Prozent der Zweitstimmen kam. Der Aufwärtstrend der Sozialdemokraten setzte sich fort und die SPD erzielte 1976 in der nun aus acht Ortsteilen bestehenden Gemeinde Kleinich 42,5 Prozent der Stimmen, die CDU erreichte dahinter 23,0 Prozent. Bei den Bundestagswahlen ergab sich seither – entgegen dem Gesamtergebnis im Landkreis Bernkastel-Wittlich – stets eine Mehrheit der Sozialdemokraten. Im September 2013 erreichte die SPD in der Gemeinde einen Zweitstimmenanteil von 40,7 Prozent, der Vorsprung auf die CDU verringerte sich jedoch von über 17 auf noch acht Prozent.
| Wahl     | CDU  | SPD  | FDP  | B’90/Grüne | Die Linke | Andere                                 |
| -------- | ---- | ---- | ---- | ---------- | --------- | -------------------------------------- |
| 1949     | 22,4 | 07,9 | 67,5 | –          | –         | Sonstige 2,2                           |
| 1953     | 48,0 | 11,4 | 19,5 | –          | –         | DRP 8,1 GB/BHE 5,6 DP 5,3 Sonstige 2,1 |
| 1969     | 23,6 | 34,3 | 33,1 | –          | –         | NPD 8,7 Sonstige 0,3                   |
|          |      |      |      |            |           |                                        |
| 2002     | 26,2 | 45,4 | 13,3 | 10,5       | 1,6       | Sonstige 3,0                           |
| 2005     | 23,0 | 47,9 | 14,1 | 07,1       | 4,2       | Sonstige 3,7                           |
| 2009     | 19,9 | 37,3 | 16,3 | 13,3       | 8,4       | Sonstige 4,8                           |
| 2013     | 32,7 | 40,7 | 06,0 | 06,0       | 6,0       | Sonstige 8,6                           |
| 1. 2. 3. |      |      |      |            |           |                                        |

### Wappen
| Wappen von Kleinich | Blasonierung: „Geschacht in Silber und Rot, darin übereinander Schwert und zweibeiniger Tisch.“                                                                                         |
| Wappen von Kleinich | Wappenbegründung: Das rot-weiße Schachbrettmuster zeigt die ehemalige Zugehörigkeit zur Hinteren Grafschaft Sponheim. Tisch und Schwert symbolisieren die Kleinicher Hochgerichtsheide. |

## Kultur und Sehenswürdigkeiten

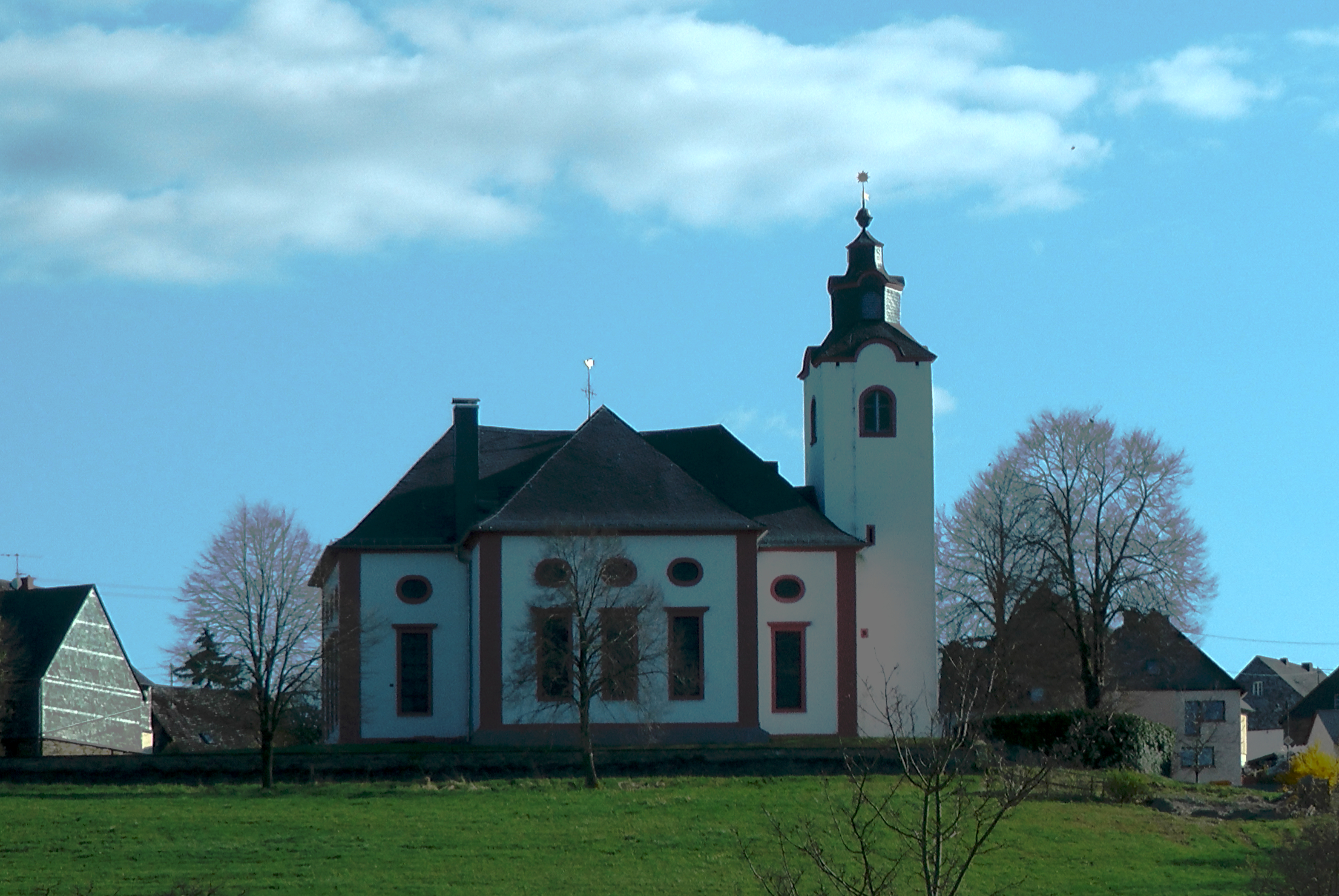
Evangelische Kirche Kleinich

Die 1789 bis 1790 erbaute Evangelische Pfarrkirche mit ihrer Stumm-Orgel aus dem Jahr 1809 ist das Wahrzeichen Kleinichs.

### Sport
Im Mai 1920 wurde der „Turnverein Kirchspiel Cleinich“ gegründet, der ab 1933 von der Gleichschaltung betroffen war. Ende 1946 wurde bei der französischen Militärregierung ein Antrag auf Neugründung des Vereins gestellt, die im Folgejahr erteilt wurde. Der Verein wurde aufgrund seiner Trikotfarbe „Schwarz-Weiß Kirchspiel Kleinich“ genannt und 1952 in „Turn- und Sportverein (TuS) Kleinich“ umbenannt. Als zentrale Sportart wurde nach dem Zweiten Weltkrieg Feldhandball betrieben, 1970 veranstaltete der TuS Kleinich zum ersten Mal an Pfingsten ein Handballturnier, das seither jährlich ausgerichtet wird. Im Jahr 1979 nahmen an dem Turnier Mannschaften der Handbalvereniging Aristos Amsterdam teil. Zur Verbesserung des Spielbetriebs im Handball schloss sich der TuS Kleinich im März 1981 mit dem TuS Irmenach-Beuren zur Handballspielgemeinschaft (HSG) Irmenach-Kleinich zusammen. Im Juli 1991 wurde die 2,5 Millionen Deutsche Mark teure Hirtenfeldhalle nach 18-monatiger Bauzeit als neue Spielstätte der HSG Irmenach-Kleinich fertiggestellt. Nach der Aufnahme des TuS Horbruch wurde der Verein im Juni 1999 in HSG Irmenach-Kleinich-Horbruch umbenannt. Größter Erfolg des Vereins ist der Gewinn des Rheinlandpokals 1995, wodurch sich die Herrenmannschaft für den DHB-Pokal qualifizierte und die Runde der letzten 64 Mannschaften erreichte.

## Persönlichkeiten
Der Politiker Otto Trarbach (1890–1977), der zwischen November 1946 und Mai 1947 der Beratenden Landesversammlung von Rheinland-Pfalz angehörte, wurde in Kleinich geboren und lebte dort bis zu seinem Tod. In der damals selbstständigen Gemeinde Ilsbach wurde 1951 die Librettistin Brigitte Antes geboren, die auch die Volksschule Kleinich besuchte. Martin Sinemus (1881–1964) war zwischen 1913 und 1925 als Pfarrer in Kleinich tätig und veröffentlichte im letzten Jahr seiner Tätigkeit das 98-seitige Werk „Die Geschichte des Kirchspiels Cleinich“. Sein Nachfolger im Pfarramt wurde Heinz Dungs (1898–1949), der bis 1928 das Kirchspiel leitete.